# Szlovák Konzervatív Párt
A Szlovák Konzervatív Párt, (szlovákul Slovenská Konzervatívna Strana) korábban Háló (szlovákul Sieť, saját megnevezésben írásban gyakran #SIEŤ) szlovákiai párt volt.

## Története
Radoslav Procházka jogász 2010-ben a Kereszténydemokrata Mozgalom (KDH) színeiben került a szlovákiai parlamentbe. 2013 februárjában kilépett a pártból. Független jelöltként indult a 2014-es szlovákiai elnökválasztáson, ahol meglepetésre 21,25%-ot ért el és ezzel a harmadik helyen végzett. Népszerűségére alapozva ezt követően megalapította saját pártját két ismert szlovák politikussal, Miroslav Beblavýval és Andrej Hrnčiarral. A pártalapítás után lemondott parlamenti mandátumáról. 2014 nyarán kiderült, hogy még az elnökválasztás előtt számla nélkül szeretett volna hirdetési felületet vásárolni Igor Matovič, az Egyszerű Emberek és Független Személyiségek (OĽaNO) elnökének családi cégétől, hogy ne derüljön ki, kitől kapott anyagi támogatást.
A 2016-os választáson a várakozásokhoz képest gyengébben szerepelt. Ezután a harmadik Fico-kormányt alkotó koalíció része lett, így egyből mély belső válságba is került, mivel kampányát a Robert Fico politikája elleni fellépésre hegyezte ki. Beblavý csalódott és kilépett. Procházka nem vállalt állami tisztséget, Hrnčiar a parlament egyik alelnöke lett.
2018. júniusában a Háló bejelentette, hogy a párt nevét megváltoztatják Szlovák Konzervatív Pártra. 2023. február 21-én a párt megszűnt.

## A Háló (párt) elnökei
- Radoslav Procházka (2014-2016)
- Roman Brecely (2016-2017)
- Ivan Zuzula (2017-2023)

## Választási eredmények
| Választás | Szavazatok száma | Szavazatok aránya | Mandátumok száma | Mandátumok aránya | Parlamenti szerepe |
| --------- | ---------------- | ----------------- | ---------------- | ----------------- | ------------------ |
| 2016-os   | 146 205          | 5,61%             | 10               | 6,67%             | kormánypárt        |
| 2020-as   | -                | -                 | 0                | 0%                | nem indult         |

### Európai parlamenti választások
| Választás | Szavazatok száma | Szavazatok aránya | Mandátumok száma | Európai Parlamenti csoport |
| --------- | ---------------- | ----------------- | ---------------- | -------------------------- |
| 2019-es   | 603              | 0,06%             | 0                | -                          |